# Дорога в тысячу вёрст
«Дорога в тысячу вёрст» — советский художественный фильм, снятый режиссёром Александром Карповым в 1968 году на студии Казахфильм .
Премьера фильма состоялась 12 августа 1968 года.

## Сюжет
Историко-революционный фильм, посвящён казахскому революционеру, участнику гражданской войны Алибию Джангильдину.
Показана одна из героических страниц истории гражданской войны в Казахстане. Тысячу верст через пустыню прошёл со своим интернациональным отрядом комиссар Али-Акбар, пытаясь доставить оружие красноармейцам во время гражданской войны в Казахстане. Борясь с врагами, теряя товарищей, оружие Актюбинско-Туркестанскому фронту было им доставлено.

## В ролях
- Сатимжан Санбаев — Алиби Джангильдин
- Нурмухан Жантурин — Сардарбек, дехканин
- Нуржуман Ихтымбаев — Тулеген
- Алфонс Калпакс — Курт
- В. Лапшукова — Вера
- Николай Пастревич — пан Дулемба
- Евгений Попов — Тарас
- Муратбек Рыскулов — Кубеев
- Елюбай Умурзаков — Иримгали
- Амина Умурзакова — мать Сардарбека
- Шаймерден Хакимжанов — эпизод
- В. Шевцов — Васька
- Б. Шиц — Кучек
- Николай Бауман — эпизод

## Съёмочная группа
- Режиссёр-постановщик — Александр Карпов
- Сценарий — Александр Карпов, Калихан Искаков
- Оператор — Михаил Аранышев
- Художник-постановщик — Сахи Романов
- Композитор — Эдуард Хагагортян
- Звукооператор — Борис Левкович
- Режиссёры — И. Глебов, М. Абусеитова
- Декорации — Р. Каримов
- Редактор — А. Сулейменов
- Консультант — М. Абдикалыков
- Монтаж — М. Сухорукова
- Ассистенты режиссёра — Х. Сулейменова, В. Шевцов, К. Алишев
- Ассистенты оператора — В. Нарицын, А. Момынбеков
- Дирижёр — Э. Хачатурян
- Директор — Ф. Лелюх